# Cheops Mountain
Cheops Mountain är ett berg i Kanada.   Det ligger i provinsen British Columbia, i den centrala delen av landet, 3 100 km väster om huvudstaden Ottawa. Toppen på Cheops Mountain är 2 530 meter över havet, eller 499 meter över den omgivande terrängen. Bredden vid basen är 2,8 km.
Terrängen runt Cheops Mountain är huvudsakligen bergig.Trakten runt Cheops Mountain är nära nog obefolkad, med mindre än två invånare per kvadratkilometer.. 
Trakten runt Cheops Mountain består i huvudsak av gräsmarker.